# Liste der Baudenkmale in Bröckel
In der Liste der Baudenkmale in Bröckel sind alle Baudenkmale der niedersächsischen Gemeinde Bröckel im Landkreis Celle aufgelistet. Die Quelle der Baudenkmale ist der Denkmalatlas Niedersachsen. Der Stand der Liste ist der 20. April 2024.

## Allgemeines
Bröckel liegt an der alten Heerstraße von Braunschweig nach Celle, der heutigen B 214. Das Dorf lang an der Grenze von Herzogtum Celle-Lüneburg und dem Herzogtum Braunschweig. Der Ort ist bäuerlich geprägt, es gab aber auch Einwohner, die als Nebenerwerb vom Gütertransport lebten. So gab es schon 1458 zwei Gastwirte und jemand, der sich um die Instandhaltung der Heerstraße kümmerte. Mit dem Bau einer Bahnstrecke fielen diese Jobs weg. Den Ort prägen die Bauernhäuser an der Hauptstraße.
In den Spalten befinden sich folgende Informationen:
- Lage: die Adresse des Baudenkmales und die geographischen Koordinaten. Kartenansicht, um Koordinaten zu setzen. In der Kartenansicht sind Baudenkmale ohne Koordinaten mit einem roten Marker dargestellt und können in der Karte gesetzt werden. Baudenkmale ohne Bild sind mit einem blauen Marker gekennzeichnet, Baudenkmale mit Bild mit einem grünen Marker.
- Bezeichnung: Bezeichnung des Baudenkmales
- Beschreibung: die Beschreibung des Baudenkmales. Unter § 3 Abs. 2 NDSchG werden Einzeldenkmale und unter § 3 Abs. 3 NDSchG Gruppen baulicher Anlagen und deren Bestandteile ausgewiesen.
- ID: die Objekt-ID des Baudenkmales
- Bild: ein Bild des Baudenkmales, ggf. zusätzlich mit einem Link zu weiteren Fotos des Baudenkmals im Medienarchiv Wikimedia Commons. Wenn man auf das Kamerasymbol klickt, können Fotos zu Baudenkmalen aus dieser Liste hochgeladen werden:

## Bröckel
| Lage                                          | Bezeichnung                        | Beschreibung | ID       | Bild           |
| --------------------------------------------- | ---------------------------------- | --- | -------- | -------------- |
| Bahnhofsstraße 2 52° 31′ 5″ N, 10° 12′ 54″ O  | Pfarrhaus und Scheune              | Eingeschossiger Vierständer-Fachwerkbau auf Bruchsteinsockel unter Halbwalmdach in Ziegelpfannendeckung. Fachwerkgefüge mit gekuppelten Ständern und Ziegelsichtausfachung, östliches Giebelfeld stark vorkragend über Ziergebälk mit Ornamenten in Form von Profilbändern, Perl- und Würfelfriesen sowie profilierten Knaggen, vorkragende Traufkante dort ebenfalls mit profilierten Knaggen. Schwellriegel mit teilerhaltener Inschrift. Um 1639 errichtet, westlich quer angebauter zweigeschossiger Wohntrakt von 1701. | 33737269 | BW             |
| Bahnhofsstraße 2 52° 31′ 6″ N, 10° 12′ 56″ O  | Scheune                            | Vierständer-Fachwerkbau unter Halbwalmdach in Ziegelpfannendeckung. Fachwerkgefüge mit geschosshohen Streben sowie Ziegelsichtausfachung. Hofseitige zahlreiche hölzerne Wirtschaftstore und -türen. | 33737290 | BW             |
| Bahnhofsstraße 15 52° 31′ 1″ N, 10° 12′ 50″ O | Wohn-/ Wirtschaftsgebäude          | Eingeschossiger, auf Grundstücksparzelle zurückgesetzter Zweiständer-Fachwerkbau unter Halbwalmdach. Zur Südseite leicht außermittige Tordurchfahrt mit einfachigen Vorschauer, Fachwerkgefüge mit geschosshohen Streben und Backsteinsichtausfachung. Westlicher Seitenzugang zum Wohnteil mit Haustür um 1900. 1648 errichtet. | 33737309 | BW             |
| Hauptstraße 15 52° 30′ 38″ N, 10° 13′ 17″ O   | Wohnhaus                           | Eingeschossiger Fachwerkbau auf hohen verputzten Sockel unter Sattel-/Halbwalmdach in roter Hohlpfannendeckung. Straßenfront risalitartig vorkragend, Fachwerkgefüge mit K-Streben und geschwungenen Fußstreben, verputzte Ausfachungen. Nordöstliches Giebelfeld über Ziergebälk zweifach vorkragend, in den Brüstungsgefachen Fächerrosetten. Kopfbau einer dreiseitigen Hofanlage, 1925 errichtet. | 33737369 | BW             |
| Hauptstraße 22 52° 30′ 59″ N, 10° 13′ 5″ O    | Wohn-/ Wirtschaftsgebäude          | | 33737388 |                |
| Hauptstraße 38 52° 31′ 6″ N, 10° 13′ 0″ O     | Zollhaus                           | Eingeschossiger Vierständer-Fachwerkbau unter steilem Satteldach. Straßenseitige Giebelseite ursprünglich mit Toreinfahrt und vorkragenden Giebelfeld über typisch geziertem Gebälk des 17. Jh. Zur Hofseite zweifach vorkragenden Wirtschaftsgiebel mit geschnitztem Gebälk mit Diamantquadern sowie Fächerrosetten, achsenmittiger Ladestock mit Eselsrücken im Sturz. Starke Umformungen des 19. Jh. | 33737432 | BW             |
| Hauptstraße 42 52° 31′ 7″ N, 10° 13′ 0″ O     | Wohn-/ Wirtschaftsgebäude          | Eingeschossiges Vierständer-Hallenhaus auf verputztem Ziegelsockel in Rollschicht unter Halbwalmdach in Ziegelpfannendeckung. Nördliche Giebelseite mit Dielenfahrt, im Torsturz mit erhaltener Datierung, darüber Ladestock. Südliche Gebäudehälfte mit sichtbaren späteren Fachwerkgefüge und Ziegelsichtausfachungen. Fenster mit profilierten Holzeinfassungen, Straßenseitiger Querzugang mit ovalverzierten Oberlicht und originaler kassettierter Eingangstür. Ausgebautes DG. | 33737451 | BW             |
| Hauptstraße 50 52° 31′ 11″ N, 10° 13′ 4″ O    | Längsdurchfahrtsscheune            | Längsdurchfahrtsscheune auf Ziegelsockel unter Satteldach. Holzverschalte Fassade, in südlicher Gebäudehälfte außermittige Längsdurchfahrt, südliche Traufseite mit achsenmittigen Ladestock. Östliche Giebelseite ebenfalls mit Wirtschaftsöffnungen. Gerundete und gekehlte Dachsparrenenden. | 33737470 | BW             |
| Hauptstraße 56 52° 31′ 16″ N, 10° 13′ 4″ O    | ehem. Ausspannhof für Frachtfahrer | Dreiständer-Fachwerkbau auf Feldsteinsockel unter Satteldach in roter Hohlpfannendeckung. Zur südwestlichen Giebelseite leicht außermittige Tordurchfahrt mit Vorschauer, im Torsturz mit Inschrift und Datierung „1650“. Fachwerkgefüge mit roter Backsteinausfachung, Giebelfeld mit vertikaler Verbretterung. Zur Nordwestseite quer angebauter zweigeschossiger Wohntrakt. OG über mit Schiffskehlen und gerundeten Balkenköpfen verzierten Gebälk vorkragend, Ausfachungen teils in rotem Backstein, teils in verputzter Lehmstakung. 1738 (i) errichtet.                                                                              | 33737489 | BW             |
| Hauptstraße 61A 52° 31′ 8″ N, 10° 12′ 57″ O   | Marienkirche                       | Flachgedeckte Saalkirche in verputztem Hausstein- und Bruchsteinmauerwerk mit geradem Chorschluss unter Satteldach in Hohlpfannendeckung. Langhaus mit Spitzbogenfenstern, verschieden ausgeformt mit Ziegelsteineinfassungen, sowie Strebepfeilern. Westliche Giebelseite mit einem kleinen Fachwerkanbau, Ostchor mit einem großen überstabten Spitzbogenfenster mit Ziegelsteineinfassung. Im Norden Sakristeianbau des 18. Jh., östlich zeitgleicher hölzerner Dachreiter mit Laterne, Schallglocke und in Kupferblech gedecktem Knickhelm. Im Inneren Saalraum von Flachdecke überfangen; an Nord- und Westseite des Schiffes Emporen. | 40018083 | Weitere Bilder |
| Hauptstraße 63 52° 31′ 9″ N, 10° 12′ 56″ O    | Schule                             | Eingeschossiger Vierständer-Fachwerkbau unter Halbwalmdach in Ziegelpfannendeckung. Südliche Traufseite mit achsenmittigen Zugang. Fachwerkgefüge mit geschosshohen Streben, gekuppelten Ständern sowie einer Ziegelsichtausfachung. Westliche Giebelseite mit vertikaler Bohlenverkleidung. | 33737531 | BW             |
| Hauptstraße 91 52° 31′ 21″ N, 10° 12′ 53″ O   | Wohn-/ Wirtschaftsgebäude          | Eingeschossiger giebelständiger Fachwerkbau mit Backsteinausfachungen unter Krüppelwalmdach in roter Hohlpfanneneindeckung. Fachwerkgefüge mit zwei-gefachhohen Schwelle-Ständer-Streben und außermittiger Längseinfahrt mit Vorschauer. Straßenseitiger Giebel kragt leicht über abgerundeten Balkenköpfen und Füllbrettern hervor. Errichtet 1752 (i). | 52683456 | BW             |
| Hauptstraße 99 52° 31′ 24″ N, 10° 12′ 54″ O   | ehem. Gesindehaus                  | Eingeschossiger, traufständiger Dreiständer-Fachwerkbau unter Schopfwalmdach in roter Hohlpfannendeckung. Symmetrisches Fachwerkgefüge mit geschosshohen Streben, doppelter Verriegelung im EG sowie Ausfachungen in rotem Backsteinmauerwerk. | 33729956 | BW             |
| Hauptstraße 99 52° 31′ 25″ N, 10° 12′ 53″ O   | Scheune                            | | 33737571 | BW             |
| Hauptstraße 107 52° 31′ 31″ N, 10° 12′ 55″ O  | Wohn-/ Wirtschaftsgebäude          | Von der Straße zurückgesetzter Vierständer-Fachwerkbau unter Halbwalmdach. Zur Achsenmitte eine Dielentor mit Inschrift im Torsturz. Symmetrisches Fachwerkgefüge mit roter Backsteinausfachung. 1858 errichtet. | 33737592 |                |

## Weghaus
| Lage                                      | Bezeichnung | Beschreibung | ID       | Bild |
| ----------------------------------------- | ----------- | --- | -------- | ---- |
| Hauptstraße 1 52° 29′ 59″ N, 10° 14′ 0″ O | Wegehaus    | Eingeschossiger, traufständiger und verputzter Massivbau unter Satteldach in roter Hohlpfannendeckung. Straßenseitig ein Mittelrisalit, im EG ehemaliger Zugang mit Schlussstein mit der Inschrift „Königl. Weghaus MDCCCXXX“, Türschlussstein mit königlichen Emblem Georg IV. Fenster mit typischer Biedermeier-Versprossung. Es liegt an der Alten Heerstraße, der heutigen B 214. | 33737348 | BW   |